# Monasterio de San Isidro de Loriana
El monasterio de San Isidro de Loriana se encuentra en el término municipal de Mérida, aunque muy alejado de la ciudad, estando más próximo a las localidades de La Roca de la Sierra y Puebla de Obando. Fue erigido en el siglo xvi sobre los restos de una antigua ermita visigótica. 
Actualmente en manos privadas, el monasterio, por su valor patrimonial, ejemplo de arquitectura franciscana, fue declarado como Bien de Interés Cultural en la categoría de Monumento. El estado de conservación del bien es muy deficiente, por lo que se encuentra incluido dentro de la llamada Lista Roja del Patrimonio de bienes patrimoniales en peligro de la asociación Hispania Nostra.

## Historia
La zona que ocupa el monasterio fue ocupada por los caballeros de la Orden de Santiago en el siglo xiii, fundándose, entre otras, las poblaciones de Puebla de Obando y Puebla de Manzanote (lego Roca de la Sierra). En el entorno del monasterio de Loriana se creó con anterioridad, además, el poblado del señorío del mismo nombre. Actualmente de esta localidad apenas quedan restos físicos, localizables en la vega que hay entre el monasterio y el Cerro del Vidrio. Loriana debió de pertenecer desde su fundación a la marcación territorial de Mérida, a pesar de que el historiador Moreno de Vargas, en su obra sobre la ciudad (mediados del siglo xvii), no menciona ningún lugar con este nombre.
En el siglo xvi, Fray Alonso de Manzanote, vecino de la cercana villa del mismo nombre y colaborador íntimo de San Pedro de Alcántara, erige el monasterio franciscano aprovechando los restos de una antigua ermita, tal vez visigótica. La fundación quedó concluida a mediados de la centuria, siendo inaugurada en 1551, según consta por el testimonio de Solano de Figueroa. Este mismo autor menciona la celebración en el Monasterio de Loriana de sendos Capítulos generales de la Provincia de San Gabriel de esta Orden, en los años 1557 y 1559
Durante más de tres siglos el monasterio fue parte fundamental del poblado del Loriana. Este, sin embargo, fue decayendo con el transcurso del tiempo, hasta acabar por desaparecer definitivamente en el siglo xviii. Causas importantes de ello fueron los graves daños y arrasamientos sufridos repetidamente por el lugar con ocasión de las guerras de Portugal y de Sucesión, que entre 1640 y la primera década de 1700 afectaron a amplias zonas fronterizas de la Baja Extremadura, entre ellas las situadas entre Alburquerque y Badajoz. Por todo ello la zona fue muy castigada, afectando seriamente al lugar y al monasterio. Según tradición, el monasterio fue lugar de refugio para las poblaciones cercanas.

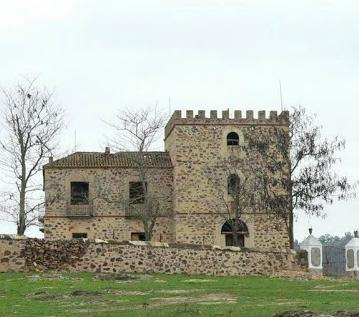
Imagen del Palacio de Loriana en las inmediaciones del monasterio

En el reinado de Felipe III, la villa pasó al patrimonio de Juan Velázquez Dávila y Guzmán, quien obtuvo con ello el título de marqués de Loriana. Posteriormente el mismo monarca entregó el lugar a su valido Diego de Mexía Ovando, conde de Uceda, donándolo finalmente, en 1620, a Francisco Dávila Guzmán y Velázquez de la Torre, IV marqués de Loriana.
A mediados de esa centuria el lugar se encontraba ya prácticamente despoblado, según hace constar el cronista Solana de Figueroa, el cual escribe en 1670 que Loriana «… oy no tiene más que el palacio y los Religiosos administran los Sacramentos a los labradores que se recogen allí para hacer sus sementeras». De su parroquia, dedicada a San José indica que «aun duran las paredes», quien añade: «pero se conserva el nombre de la villa».
Por el Catastro de Ensenada se sabe que a mediados del siglo xviii la villa de Loriana  estaba completamente despoblada, si bien el monasterio franciscano se mantenía en toda su pujanza, ocupado por una comunidad de dieciocho frailes y tres legos menores.
Madoz, en 1853, señala también al propio monasterio como despoblado. El abandono de los monjes del monasterio de Loriana tuvo lugar, en efecto, una docena de años antes, cuando, por causa de las desamortizaciones religiosas, por las que numerosos centros conventuales fueron exclaustrados. Tras la marcha de los frailes franciscanos el edificio pasó a manos particulares, habiendo contado desde entonces con diversos propietarios. A partir de ese momento se levantaron grandes cortijos en las inmediaciones.
Los frailes de Loriana repercutieron en la vida local de los poblados de la comarca (La Roca, Puebla de Obando, La Nava de Santiago, Cordobilla de Lácara, La Garrovilla, Torremayor, Puebla de la Calzada, Montijo y Lobón). En Montijo, por ejemplo, intervienen en el siglo xviii en los sermones de diversas festividades (Ntra. Sra. del Rosario, La Candelaria, etc.). Este monasterio además fue precursor del Convento-Hospicio de San Antonio de Montijo, dado que este último se utilizaba como enfermería del primero y lugar de retiro para enfermos. El Convento de San Antonio de Montijo fue fundado a petición de los franciscanos de Loriana por el V conde de Montijo, Cristóbal Portocarrero y Villalpando en 1729 con motivo del nacimiento de su hijo.

## Descripción del edificio
La construcción principal está resuelta mediante una fábrica de mampostería de piedra a base casi exclusivamente de lanchas de pizarra con refuerzo de sillares graníticos en los lugares habituales, así como el uso de ladrillos en los arcos y otros puntos. El empleo de la pizarra como material autóctono confiere a la edificación unas características singulares especialmente atractivas por resultar una solución poco común.
El monasterio se articula formalmente de acuerdo con el modelo habitual de las fundaciones franciscanas, constituyendo un complejo donde se unifican capilla, claustro, estancias y otras dependencias auxiliares y anejas. El núcleo organizador principal es el claustro, que, como en todos los centros franciscanos, es de muy reducidas proporciones y de gran parquedad constructiva. Consiste en un patio de 5 X 5 metros definido por doce columnas graníticas de orden toscano, de poco más de dos metros de altura, que sirven de sustento a los ocho arcos de medio punto que forman el claustro bajo. Este, con un anchura de 1,5 metros, perimetra el patio, y en el mismo se abren los accesos de comunicación con las demás dependencias conventuales. Las cubiertas de este claustro bajo están resueltas mediante bóvedas de arista muy sencillas. El segundo piso del claustro está formado por una segunda galería, compuesta por igual número de arcos que la inferior, si bien los mismos fueron tapiados en cierto momento, quedando solo, en algunos, pequeñas ventanas para iluminación de las celdas dispuestas aprovechando su corredor. También son visibles algunas cruces pintadas en las paredes del claustro bajo. En el centro del patio aún era visible en 1988 un pozo con brocal cuadrado, actualmente desaparecido.

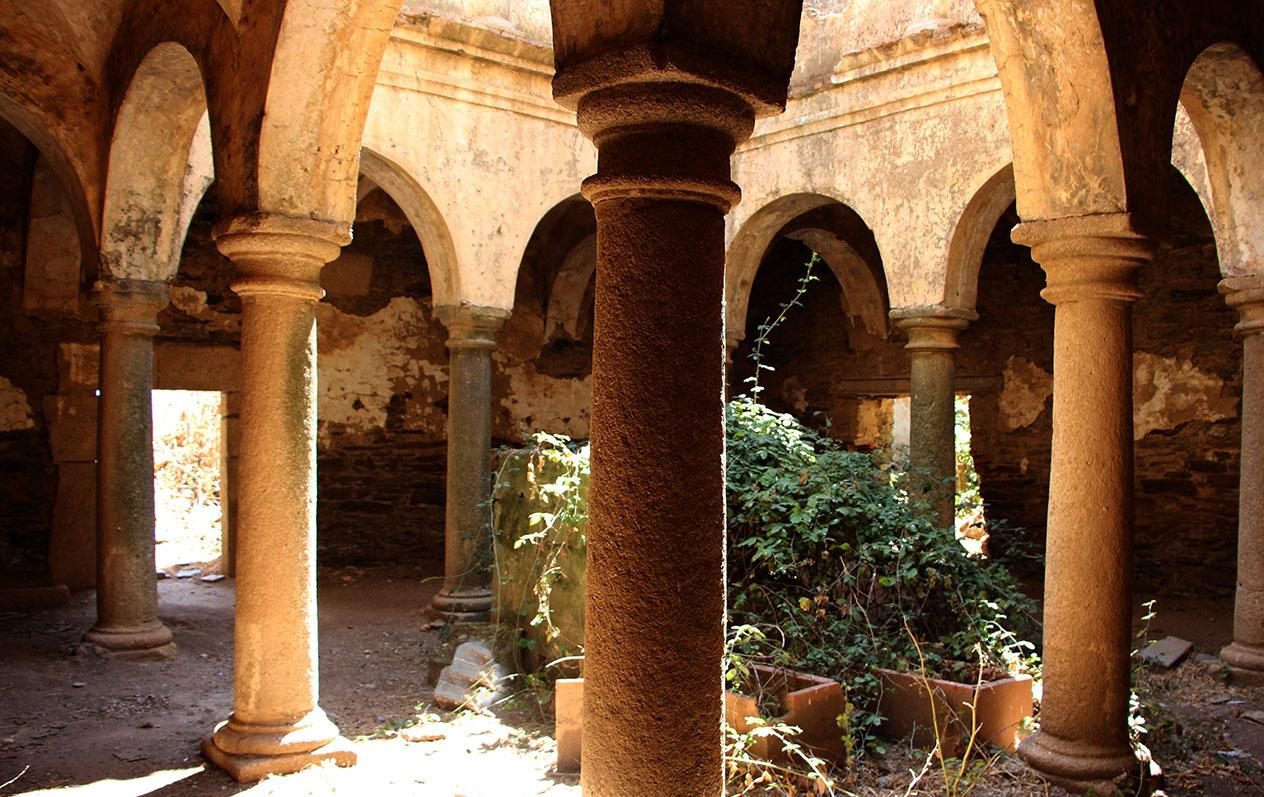
Detalle del claustro

Adosada directamente al claustro por el costado septentrional se encuentra la capilla del monasterio. Sobre la misma se ubica una espadaña. Se resuelve la capilla como una construcción de reducidas dimensiones (12 X 5 metros) de una sola nave, dividida en tres tramos, el primero ocupado por un coro alto. La cabecera consiste en un pequeño ábside de forma cuadrangular de 2,5 X 2,5 metros, algo sobreelevado respecto al nivel de la nave. Ante los pies de la capilla se dispone un atrio cubierto con bóveda de arista, al que se accede por un arco abierto en su parte frontal, y posteriormente cegado casi por completo. En dicho atrio se encuentra una curiosa chimenea-horno, de interés. En el tercer tramo de la capilla, por el lado de la Epístola, se abre una puerta de acceso al claustro y demás dependencias del monasterio. En la misma zona absidial, sobre los muros de los dos costados, aparecen restos de lo que pudieron ser enterramientos de los frailes.
Exteriormente la capilla se significa como un conjunto de gran interés formal, por el destacado protagonismo de los cuatro sólidos estribos que aseguran la fábrica de la construcción. Entre los dos centrales, y bajo un amplio arco, se abre el acceso a la capilla desde el exterior.
El conjunto de las dependencias vivideras y demás instalaciones del monasterio se alzan alrededor del claustro. Así, sobre el flanco oriental se encuentran la sacristía, el refectorio, los talleres y otras, además del ya desaparecido huerto, en tanto que por el contrario se sitúan diversas salas de estancia y las celdas, que también se extienden ocupando casi por completo el piso superior.
Destacado interés, desde el punto de vista plástico, corresponde a la serie de los cinco contrafuertes que, por el extremo derecho del costado meridional, sirven de apoyo al gran lienzo de muro que por esta parte compone la construcción. Dichos contrafuertes consisten en grandes arbotantes, con dos amplios arcos resueltos en material y forma que evidencian su disposición posterior al cuerpo principal, como refuerzo y apoyo para el mismo.
Aneja al complejo conventual principal, por el extremo suroccidental, aunque ciertamente como elemento distinto del mismo, se alza una fuerte torre, de sólida estructura, que por su disposición, materiales y resolución constructiva, se evidencia como cuerpo distinto del monasterio y de época distinta. En esta torre se localizan dos arcos de cantería de medio punto.
En el edificio quedan de manifiesto las diferentes operaciones de remodelación efectuadas a lo largo del tiempo, especialmente señaladas en lo que refiere a la apertura, cierre y cambio de huecos correspondientes a puertas, ventanas, y a la compartimentación de salas. En general, no obstante, el monasterio responde en toda su concepción y resolución al carácter original, austero y sobrio, en los aspectos constructivos y ornamentales, que resultan característicos de todas las creaciones franciscanas. El edificio conserva, por tanto, en general, todos los rasgos de su estructura primitiva, manteniendo los muros maestros y los elementos principales de su configuración, si bien se encuentra en muy mal estado de conservación, faltando las cubiertas de casi todas las zonas, y presentando múltiples desperfectos en otros lugares. Así, gran parte de la construcción ha perdido las bóvedas, en tanto que en muchos lugares los muros se han derrumbado.